# 克日什托夫·基斯洛夫斯基
克日什托夫·凯希洛夫斯基（1941年6月27日—1996年3月13日），是一位具有广大影响力的波兰电影导演、剧作家，因他的作品《三色》和《十誡》闻名世界。

## 早年生活
凯希洛夫斯基出生在波兰的华沙，在几个小城镇中长大。16岁时，他进入一所消防员培训学校，惟於3个月后退学。随后，没有任何的职业目标的凯希洛夫斯基靠着关系进入了一所学院学习戏剧技巧。他决定成为一名戏剧导演，但在当时，并没有为戏剧导演的专门培训，所以他选择了学习电影作为中间的踏板。
离开学校后凯希洛夫斯基作了一名戏剧裁缝，他申请进入了当时的先锋艺术家创立的羅茲电影学校修导演课程，但两次都落选了。为了逃避当时的强制性兵役，他暂时地成为了一名美术系学生，并且暴饮暴食，企图使自己的身体不适合兵役的要求，在逃过了强制性兵役选拔的数月后，凯希洛夫斯基通过第三次的申请，进入了羅茲電影學院。
在1964至1968年凯希洛夫斯基进入羅茲电影学校期间，政府给了学校相对较高的艺术自由。凯希洛夫斯基很快就失去了他对戏剧的兴趣，决定制作纪录片。

## 纪录片
凯希洛夫斯基早年的记录片关注于城市居民、工人、士兵的日常生活，尽管他不是一个公开的政治电影摄制者，但他很快发现，试图精确地描写波兰人民的生活使他与政府间产生了矛盾。他的电视影片，关于1971年什切青（波兰港市）罢工事件的《工人的七一年》（Workers′71），只播放了经过彻底审查的部分。
在拍摄完《工人的七一年》之后，凯希洛夫斯基在他的电影《履历》（Curriculum Vitae） 中将他的目光转向了政府本身，这部电影将一个政治局会议的记录片与一个关于官方详细审查一男子的虚构故事相结合。尽管凯希洛夫斯基相信这部电影传递的信息是反对独裁，但他仍被同行们所责备说他与政府合作。
凯希洛夫斯基后来说他放弃拍摄纪录片基于两个原因：对影片《工人的七一年》的审查使他怀疑在独裁的政体下，能否真正的叙述事实，以及在拍摄《车站》（Station、1980）时的一件事情，他的一些胶片险些被用作一起案件的证据。他认为小说不仅可以有更多的艺术自由，也可以更真实地描绘每天发生的事。

## 波兰长片电影
凯希洛夫斯基的第一部纪录片电影，电视影片《职员》（Personnel、1975）在曼海姆电影节夺得了他的第一个奖。包括《职员》和他的下一部电影《生命的烙印》（The Scar）都是社会现实主义的作品，角色非常多: 《职员》描写的是一个制作舞台戏剧产品的技师，这是基于凯希洛夫斯基早年学校学习的经验，《生命的烙印》展示了 在计划经济中一个小镇的巨变。 这些电影有着记录片的风格，并且都是由非专业的演员演出的。与他的早期作品一样，它们描述了在不良体制重压下的日常生活，但是没有加以明确的评论。《電影狂》（Camera Buff、1979）（莫斯科国际电影节金奖）与《機遇之歌》（Blind Chance、1981）延续了相同的路线，但是更加关注了个人的伦理的选择，而不是整个社会的。在这一时期，凯希洛夫斯基作为loose movement的一部分，与同时代的波兰导演一起，包括Janusz Kijowski，安杰伊·瓦依达和阿格涅絲卡·霍蘭，他们的作品被称为道德焦虑电影。
《机遇之歌》（1981），講述一名醫科學生剛死去父親，受父親臨終遺言影響，決意乘火車到華沙一趟。片中描述三個截然不同的結局：一、趕上火車，遇上共產黨員，並加入了共產黨；二、趕不到火車，與車站保安打架被囚，獄中結織了異見人士，成了反政府分子；三、趕不到火車，繼續學業，結婚生子，成為醫生，決意避開政治。影片探討命運是註定還是個人意志的延伸，同類題材也一直出現在其他作品之中。影片表達了在極權的國度，不同的選擇都很諷刺地達致不幸的結局，未能通過審查，直到1987年才能上映。
《不絕之路》（No End，1984）可能是凯希洛夫斯基最具政治倾向的电影，用一个律师死后的幽灵和他的寡妇的视角，描写了波兰戒严期间政治审判。影片严厉的批评了政府及政府的反对者。从《不絕之路》开始，凯希洛夫斯基导演生涯中出现了两个紧密的合作者：剧作家克日什托夫·皮斯维兹和作曲家泽贝纽·普瑞斯纳（Zbigniew Preisner）。皮斯维兹是一位辩护律师，凯希洛夫斯基在为创作《不絕之路》调查政治审判时遇了他（《不絕之路》本打算作为一部记录片），他与凯希洛夫斯基合作写作了随后的所有电影。普瑞斯纳提供了《不絕之路》的音乐创作和其随后的绝大多数电影，还为电影虚构了一为名叫Van den Budenmayer的中古作曲家。
《十誡》（The Decalogue，1988），一个包含十部短片的系列剧，每一部都基于十诫中的一条戒律，并将故事安排在了当代的华沙，这一系列剧是为波兰电视创作的，直到多年后都很少在其他地方看到，但到现在，它仍然是一部饱受争议的电影。凯希洛夫斯基后将其中的两个部分扩展成了长篇电影，《殺人短片》（A Short Film About Killing）和《情路長短調》（A Short Film About Love）。

## 國外作品
奇士勞斯基的最後四部電影全部是與他國合作的作品，主要由法國製片人馬亨·卡米茲投資。這些電影關注於道德與精神哲學上問題，類似於《十誡》和《機遇之歌》，但更加抽象，更少的演員，更多的內在情節和更少對公眾的興趣。在這些電影中，波蘭更像是通過一個歐洲外來者的眼睛描繪的。這四部作品是他在商業上最成功的作品，遠遠超過了他的其他作品。其中第一部作品為《雙面薇若妮卡》（1991年），使得伊蓮·雅各一舉成名。而後的《三色》三部曲（《藍色情挑》、《白色情迷》、《紅色情深》），是他繼《十誡》後最精彩的電影，也是他在國際上的第一次商業成功。

## 逝世及遗产
1996年3月13日，凯希洛夫斯基在突发后心脏病的心臟外科手术过程中逝世，其後葬在华沙的Powazki公墓，非常接近围墙的地方。陵墓上有一磚以黑色大理石造成的小雕塑，坐落在一个一米多高的底座上，形状为由两只手做出一个矩形框的摄影师典型的手势，而下面亦刻有凯希洛夫斯基的名字和年代。
在他死后多年，凯希洛夫斯基仍是欧洲極有影响力的导演，他的作品在全球各地大学的电影课上所学习，1993年书籍《凯希洛夫斯基论凯希洛夫斯基》（Kieślowski on Kieślowski），根据Danusia Stok的采访，凯希洛夫斯基用他自己的语言描绘了他的生活和作品，还有一部描写他的传记电影《凯希洛夫斯基-如是说》（Krzysztof Kieślowski: I'm So-So、1995年），由Krzysztof Wierzbicki执导。
尽管他曾宣称在拍摄完《三色》后退休，但直到他逝世前，凯希洛夫斯基还在与Piesiewicz一同创作新的三部曲《天堂》、《地狱》及《炼狱》，这一三部曲是由但丁的《神曲》获得的灵感。唯一完成的部分《天堂》由Tom Tykwer执导，在2002年的多伦多国际电影节上放映。

## 電影作品
| 年份 | 中文片名                           | 原文片名                           | 职位       | 備註                                            |
| ---- | ---------------------------------- | ---------------------------------- | ---------- | ----------------------------------------------- |
| 1966 | 電車                               | Tramwaj                            | 导演，编剧 | 劇情片，6分鐘，習作                             |
| 1966 | 辦公室                             | Urząd                              | 导演，编剧 | 紀錄片，6分鐘，習作                             |
| 1967 | 祈願音樂會                         | Koncert życzeń                     | 导演，编剧 | 劇情片，17分鐘，習作                            |
| 1968 | 攝影                               | Zdjęcie                            | 导演，编剧 | 紀錄片，32分鐘                                  |
| 1969 | 洛茲小城                           | Z miasta Łodzi                     | 导演，编剧 | 紀錄片，18分鐘                                  |
| 1970 | 在我當兵時                         | Byłem żołnierzem                   | 导演，编剧 | 紀錄片，16分鐘                                  |
| 1970 | 工廠                               | Fabryka                            | 导演，编剧 | 紀錄片，18分鐘                                  |
| 1971 | 集會前                             | Przed rajdem                       | 导演，编剧 | 紀錄片，18分鐘                                  |
| 1972 | 合唱                               | Refren                             | 导演，编剧 | 紀錄片，10分鐘                                  |
| 1972 | 弗羅茨瓦夫和錫隆納葛拉之間         | Między Wrocławiem i Zieloną Górą   | 导演，编剧 | 紀錄片，11分鐘                                  |
| 1972 | 銅礦廠安全與衛生準則               | Podstawy bhp w kopalni miedzi      | 导演，编剧 | 紀錄片，21分鐘                                  |
| 1972 | 71年工人們：沒有我們就沒有關於我們 | Robotnicy'71 Nic o nas bez nas     | 导演，编剧 | 紀錄片，47分鐘                                  |
| 1972 | 磚瓦工                             | Murarz                             | 导演，编剧 | 紀錄片，18分鐘                                  |
| 1973 | 地下人行道                         | Przejście podziemne                | 导演，编剧 | 劇情片，30分鐘                                  |
| 1974 | X光                                | Prześwietlenie                     | 导演，编剧 | 紀錄片，13分鐘                                  |
| 1974 | 初戀                               | Pierwsza miłość                    | 导演，编剧 | 劇情片，30分鐘                                  |
| 1975 | 履歷                               | Życiorys                           | 导演，编剧 | 劇情紀錄片，45分鐘                              |
| 1975 | 人員                               | Personel                           | 导演，编剧 | 劇情片，72分鐘                                  |
| 1976 | 醫院                               | Szpital                            | 导演，编剧 | 紀錄片，21分鐘                                  |
| 1976 | 傷痕                               | Blizna                             | 导演，编剧 | 劇情片，104分鐘                                 |
| 1976 | 石板                               | Klaps                              | 导演，编剧 | 劇情片，6分鐘                                   |
| 1976 | 寧靜                               | Spokój                             | 导演，编剧 | 劇情片，44分鐘                                  |
| 1977 | 自夜間守衛的觀點                   | Z punktu widzenia nocnego portiera | 导演，编剧 | 紀錄片，17分鐘                                  |
| 1977 | 我不知道                           | Nie wiem                           | 导演，编剧 | 紀錄片，47分鐘                                  |
| 1978 | 七個不同年齡的女子                 | Siedem kobiet w różnym wieku       | 导演，编剧 | 紀錄片，16分鐘                                  |
| 1979 | 電影狂                             | Amator                             | 导演，编剧 | 劇情片，112分鐘                                 |
| 1980 | 車站                               | Dworzec                            | 导演，编剧 | 紀錄片，14分鐘                                  |
| 1980 | 訪談群像                           | Gadające głowy                     | 导演，编剧 | 紀錄片，16分鐘                                  |
| 1981 | 短暫的工作日                       | Krótki dzień pracy                 | 导演，编剧 | 劇情片，79分鐘                                  |
| 1981 | 機遇之歌                           | Przypadek                          | 导演，编剧 | 劇情片，122分鐘。1981年拍攝，1987年才解除禁播。 |
| 1985 | 不絕之路                           | Bez końca                          | 导演，编剧 | 劇情片，107分鐘                                 |
| 1988 | 有七天的那一週                     | Siedem dni w tygodniu              | 导演，编剧 | 紀錄片，18分鐘                                  |
| 1988 | 殺人短片                           | Krótki film o zabijaniu            | 导演，编剧 | 劇情片，85分鐘                                  |
| 1988 | 情路長短調                         | Krótki film o miłości              | 导演，编剧 | 劇情片，86分鐘                                  |
| 1988 | 十誡                               | Dekalog                            | 导演，编剧 | 10部電視影片系列，分別為：                      |
|      | 十誡之一：生命無常                 | Dekalog, jeden                     | 导演，编剧 | 劇情片，53分鐘                                  |
|      | 十誡之二：進退維谷                 | Dekalog, dwa                       | 导演，编剧 | 劇情片，57分鐘                                  |
|      | 十誡之三：黑夜漫遊                 | Dekalog, trzy                      | 导演，编剧 | 劇情片，56分鐘                                  |
|      | 十誡之四：父女迷情                 | Dekalog, cztery                    | 导演，编剧 | 劇情片，55分鐘                                  |
|      | 十誡之五：殺人影片                 | Dekalog, pięć                      | 导演，编剧 | 劇情片，57分鐘                                  |
|      | 十誡之六：愛情影片                 | Dekalog, sześć                     | 导演，编剧 | 劇情片，58分鐘                                  |
|      | 十誡之七：真假母親                 | Dekalog, siedem                    | 导演，编剧 | 劇情片，55分鐘                                  |
|      | 十誡之八：心靈之罪                 | Dekalog, osiem                     | 导演，编剧 | 劇情片，55分鐘                                  |
|      | 十誡之九：婚姻之鑰                 | Dekalog, dziewięć                  | 导演，编剧 | 劇情片，58分鐘                                  |
|      | 十誡之十：遺產風波                 | Dekalog, dziesięć                  | 导演，编剧 | 劇情片，57分鐘                                  |
| 1991 | 雙面薇若妮卡                       | La Double Vie de Véronique         | 导演，编剧 | 劇情片，98分鐘                                  |
| 1993 | 藍色情挑                           | Trois couleurs : Bleu              | 导演，编剧 | 劇情片，100分鐘 《藍白紅三部曲》之一            |
| 1994 | 白色情迷                           | Trois couleurs : Blanc             | 导演，编剧 | 劇情片，100分鐘 《藍白紅三部曲》之二            |
| 1994 | 紅色情深                           | Trois couleurs : Rouge             | 导演，编剧 | 劇情片，99分鐘 《藍白紅三部曲》之三             |
| 1996 | 基耶斯洛夫斯基如是说               | Krzysztof Kieslowski: I'm So-So... | 演员       | 紀錄片，56分鐘                                  |
| 2002 | 疾走天堂                           | Heaven                             | 编剧       | 劇情片，97分鐘                                  |
| 2005 | 情狱                               | L'enfer                            | 编剧       | 劇情片，102分鐘                                 |